# Serie A 2010 (canoa polo maschile)
La serie A 2010 è stata la 18ª edizione del massimo livello del Campionato italiano maschile di canoa polo dal 1993, anno di introduzione del regolamento ICF da parte della FICK. È stato vinto per la quinta volta dalla Pro Scogli Chiavari che è riuscita a superare nelle due finali gli storici rivali del Circolo Nautico Posillipo. Al termine del campionato sono retrocesse Sport Club Ognina, Jomar Club Catania, Canoa Club Bologna e Arenzano Canoa, anche se poi quest'ultima è stata ripescata l'anno successivo a causa della mancata iscrizione del CC Palermo.

## Squadre ammesse

### Concentramento Nord
| Club                             | Città                |
| -------------------------------- | -------------------- |
| Arenzano Canoa                   | Arenzano             |
| Pro Scogli Chiavari              | Chiavari             |
| Idroscalo Club                   | Milano               |
| Canoa Club Bologna               | Anzola dell'Emilia   |
| Canottieri Comunali Firenze      | Firenze              |
| CUS Bari                         | Bari                 |
| Canoa Kayak Gravità Zero Academy | Bari/Castel Gandolfo |

### Concentramento Sud
| Club                                      | Città              |
| ----------------------------------------- | ------------------ |
| Circolo Nautico Posillipo                 | Napoli             |
| Circolo Canottieri Antonio Offredi A.S.D. | Amalfi             |
| Circolo Nautico Marina di San Nicola      | San Nicola l'Arena |
| Jomar Club Catania                        | Catania            |
| Canoa Club Palermo                        | Palermo            |
| KST 2001 Siracusa                         | Siracusa           |
| Sport Club Ognina                         | Catania            |

## Stagione regolare
|  |     | Classifica 2010     | Pti | G  | V  | N | P  | GF  | GS  | DR  |
|  | --- | ------------------- | --- | -- | -- | - | -- | --- | --- | --- |
|  | 1.  | Pro Scogli Chiavari | 72  | 26 | 23 | 3 | 0  | 154 | 45  | 109 |
|  | 2.  | CN Posillipo        | 59  | 26 | 19 | 2 | 5  | 121 | 68  | 53  |
|  | 3.  | KST Siracusa        | 51  | 26 | 15 | 6 | 5  | 88  | 68  | 20  |
|  | 4.  | CC Firenze          | 48  | 26 | 14 | 6 | 6  | 90  | 57  | 33  |
|  | 5.  | CN San Nicola       | 46  | 26 | 13 | 9 | 4  | 101 | 77  | 24  |
|  | 6.  | CC Palermo          | 43  | 26 | 13 | 4 | 9  | 90  | 79  | 11  |
|  | 7.  | CK Academy          | 41  | 26 | 12 | 5 | 8  | 71  | 66  | 5   |
|  | 8.  | CUS Bari            | 32  | 26 | 9  | 5 | 10 | 85  | 110 | -25 |
|  | 9.  | CC Offredi          | 29  | 26 | 8  | 5 | 13 | 71  | 78  | -7  |
|  | 10. | Idroscalo Club      | 28  | 26 | 8  | 4 | 14 | 71  | 87  | -16 |
|  | 11. | Arenzano Canoa      | 25  | 26 | 6  | 7 | 13 | 73  | 81  | -8  |
|  | 12. | CC Bologna          | 21  | 26 | 5  | 3 | 18 | 71  | 94  | -23 |
|  | 13. | Jomar Club          | 12  | 26 | 3  | 3 | 20 | 65  | 146 | -81 |
|  | 14. | Sport Club Ognina   | 6   | 26 | 1  | 3 | 22 | 55  | 138 | -83 |

## Play-off Scudetto
I play-off si sono tenuti a Salerno nei giorni 24/25 luglio.

### Spareggi per le semifinali
- CC Firenze - CN San Nicola 1-3
- KST Siracusa - CC Palermo 2-3
- CN San Nicola - CC Firenze 1-5
- CC Palermo - KST Siracusa 7-3

### Semifinali
- PS Chiavari - CC Firenze 6-4
- CN Posillipo - CC Palermo 2-2
- CC Firenze - PS Chiavari 2-3
- CC Palermo - CN Posillipo 2-3

### Finali
- CN San Nicola - KST Siracusa 3-3
- KST Siracusa - CN San Nicola 6-2
- CC Firenze - CC Palermo 3-3
- CC Palermo - CC Firenze 1-3
- PS Chiavari - CN Posillipo 1-1
- CN Posillipo - PS Chiavari 0-3

### Classifica
1 Pro Scogli Chiavari 
2 Circolo Nautico Posillipo 
3 Canottieri Comunali Firenze 
4 Canoa Club Palermo
5 KST 2001 Siracusa
6 Circolo Nautico Marina di San Nicola

## Vincitore
| Campione d'Italia 2010          |
| ------------------------------- |
| Pro Scogli Chiavari (5º titolo) |